# Élections cantonales de 2004 dans l'Indre
Les élections cantonales ont eu lieu les 21 et 28 mars 2004.
Lors de ces élections, 13 des 26 cantons de l'Indre ont été renouvelés. Elles ont vu la reconduction de la majorité UMP dirigée par Louis Pinton, président du conseil général depuis 1998.

## Résultats à l’échelle du département
Répartition départementale des résultats (2e tour).
- PCF (10,66 %)
- PS (41,63 %)
- Divers (11,25 %)
- UMP (14,43 %)
- UDF (2,91 %)
- DVD (19,11 %)

| Étiquette      | Étiquette                          | Premier tour | Premier tour | Second tour | Second tour | Sièges |
| Étiquette      | Étiquette                          | Voix         | %            | Voix        | %           | Sièges |
| -------------- | ---------------------------------- | ------------ | ------------ | ----------- | ----------- | ------ |
|                | Parti socialiste                   | 12 271       | 23,45        | 14 362      | 41,63       | 3      |
|                | Parti communiste français          | 6 303        | 12,04        | 3 677       | 10,66       | 1      |
|                | Les Verts                          | 1 892        | 3,62         |             |             |        |
|                | Divers gauche                      | 1 645        | 3,14         |             |             |        |
|                | Extrême gauche                     | 698          | 1,33         |             |             |        |
|                | Parti radical de gauche            | 112          | 0,21         |             |             |        |
| Gauche         | Gauche                             | 22 921       | 43,79        | 18 039      | 52,29       | 4      |
|                |                                    |              |              |             |             |        |
|                | Union pour un mouvement populaire  | 11 324       | 21,64        | 4 980       | 14,43       | 4      |
|                | Divers droite                      | 7 610        | 14,54        | 6 594       | 19,11       | 3      |
|                | Front national                     | 5 895        | 11,26        |             |             |        |
|                | Union pour la démocratie française | 828          | 1,58         | 1 005       | 2,91        | 1      |
| Droite         | Droite                             | 25 657       | 49,02        | 12 579      | 36,45       | 8      |
|                |                                    |              |              |             |             |        |
|                | Divers                             | 3 755        | 7,18         | 3 882       | 11,25       | 1      |
|                |                                    |              |              |             |             |        |
| Inscrits       | Inscrits                           | 80 391       | 100,00       | 52 540      | 100,00      |        |
| Abstention     | Abstention                         | 25 286       | 31,45        | 15 887      | 30,24       |        |
| Votants        | Votants                            | 55 105       | 68,55        | 36 653      | 69,76       |        |
| Blancs et nuls | Blancs et nuls                     | 2 772        | 5,03         | 2 153       | 5,87        |        |
| Exprimés       | Exprimés                           | 52 333       | 94,97        | 34 500      | 94,13       |        |

## Résultats par canton

### Canton d'Aigurande
| Candidats      | Candidats           | Étiquette      | Premier tour | Premier tour |
| Candidats      | Candidats           | Étiquette      | Voix         | %            |
| -------------- | ------------------- | -------------- | ------------ | ------------ |
|                | Louis Pinton*       | UMP            | 2 300        | 62,88        |
|                | Daniel Calame       | PS             | 889          | 24,30        |
|                | Thérèse Perrin      | FN             | 236          | 6,45         |
|                | Jean-Claude Chicaud | PCF            | 233          | 6,37         |
|                |                     |                |              |              |
| Inscrits       | Inscrits            | Inscrits       | 5 511        | 100,00       |
| Abstention     | Abstention          | Abstention     | 1 723        | 31,26        |
| Votants        | Votants             | Votants        | 3 788        | 68,74        |
| Blancs et nuls | Blancs et nuls      | Blancs et nuls | 130          | 3,43         |
| Exprimés       | Exprimés            | Exprimés       | 3 658        | 96,57        |

*sortant

### Canton d'Argenton-sur-Creuse
| Candidats      | Candidats       | Étiquette      | Premier tour | Premier tour | Second tour | Second tour |
| Candidats      | Candidats       | Étiquette      | Voix         | %            | Voix        | %           |
| -------------- | --------------- | -------------- | ------------ | ------------ | ----------- | ----------- |
|                | Jean Roy        | SE             | 3 171        | 46,00        | 3 882       | 54,44       |
|                | Michel Quinet   | PS             | 2 229        | 32,33        | 3 249       | 45,56       |
|                | Robert Dequesne | FN             | 578          | 8,38         |             |             |
|                | Maurice Bonnet  | PCF            | 512          | 7,43         |             |             |
|                | Jocelyne Giraud | Verts          | 404          | 5,86         |             |             |
|                |                 |                |              |              |             |             |
| Inscrits       | Inscrits        | Inscrits       | 9 842        | 100,00       | 9 842       | 100,00      |
| Abstention     | Abstention      | Abstention     | 2 632        | 26,74        | 2 331       | 23,68       |
| Votants        | Votants         | Votants        | 7 210        | 73,26        | 7 511       | 76,32       |
| Blancs et nuls | Blancs et nuls  | Blancs et nuls | 316          | 4,38         | 380         | 5,06        |
| Exprimés       | Exprimés        | Exprimés       | 6 894        | 95,62        | 7 131       | 94,94       |

### Canton de Châteauroux-Est
| Candidats      | Candidats            | Étiquette      | Premier tour | Premier tour | Second tour | Second tour |
| Candidats      | Candidats            | Étiquette      | Voix         | %            | Voix        | %           |
| -------------- | -------------------- | -------------- | ------------ | ------------ | ----------- | ----------- |
|                | Michel Blondeau*     | DVD            | 3 256        | 43,23        | 4 148       | 53,36       |
|                | Michel Jacquet       | PS             | 1 891        | 25,11        | 3 625       | 46,64       |
|                | Yves Jacquemin       | FN             | 861          | 11,43        |             |             |
|                | Jean-Pierre Barriere | PCF            | 630          | 8,37         |             |             |
|                | Monique Lajonchere   | Verts          | 417          | 5,54         |             |             |
|                | Muriel Kergreis      | EXG            | 285          | 3,78         |             |             |
|                | Michèle Ballanger    | DVG            | 191          | 2,54         |             |             |
|                |                      |                |              |              |             |             |
| Inscrits       | Inscrits             | Inscrits       | 12 766       | 100,00       | 12 766      | 100,00      |
| Abstention     | Abstention           | Abstention     | 4 859        | 38,06        | 4 559       | 35,71       |
| Votants        | Votants              | Votants        | 7 907        | 61,94        | 8 207       | 64,29       |
| Blancs et nuls | Blancs et nuls       | Blancs et nuls | 376          | 4,76         | 434         | 5,29        |
| Exprimés       | Exprimés             | Exprimés       | 7 531        | 95,24        | 7 773       | 94,71       |

*sortant

### Canton de Châteauroux-Ouest
| Candidats      | Candidats          | Étiquette      | Premier tour | Premier tour | Second tour | Second tour |
| Candidats      | Candidats          | Étiquette      | Voix         | %            | Voix        | %           |
| -------------- | ------------------ | -------------- | ------------ | ------------ | ----------- | ----------- |
|                | Michel Durandeau*  | PS             | 2 260        | 34,45        | 4 000       | 60,01       |
|                | Francis Mory       | UMP            | 1 479        | 22,55        | 2 666       | 39,99       |
|                | Michel Hubault     | FN             | 955          | 14,56        |             |             |
|                | Thierry Damien     | SE             | 584          | 8,90         |             |             |
|                | Philippe Elion     | Verts          | 461          | 7,03         |             |             |
|                | Véronique Gelinaud | EXG            | 305          | 4,65         |             |             |
|                | Michel Fradet      | PCF            | 273          | 4,16         |             |             |
|                | Antonio Montarelo  | EXG            | 131          | 2,00         |             |             |
|                | Michel Arroyo      | PRG            | 112          | 1,71         |             |             |
|                |                    |                |              |              |             |             |
| Inscrits       | Inscrits           | Inscrits       | 10 788       | 100,00       | 10 788      | 100,00      |
| Abstention     | Abstention         | Abstention     | 3 785        | 35,09        | 3 557       | 32,97       |
| Votants        | Votants            | Votants        | 7 003        | 64,91        | 7 231       | 67,03       |
| Blancs et nuls | Blancs et nuls     | Blancs et nuls | 443          | 6,33         | 565         | 7,81        |
| Exprimés       | Exprimés           | Exprimés       | 6 560        | 93,67        | 6 666       | 92,19       |

*sortant

### Canton d'Écueillé
| Candidats      | Candidats       | Étiquette      | Premier tour | Premier tour |
| Candidats      | Candidats       | Étiquette      | Voix         | %            |
| -------------- | --------------- | -------------- | ------------ | ------------ |
|                | Joël Bonjour*   | UMP            | 1 239        | 58,75        |
|                | Régis Nivet     | PCF            | 530          | 25,13        |
|                | Maurice Beurier | FN             | 340          | 16,12        |
|                |                 |                |              |              |
| Inscrits       | Inscrits        | Inscrits       | 3 150        | 100,00       |
| Abstention     | Abstention      | Abstention     | 899          | 28,54        |
| Votants        | Votants         | Votants        | 2 251        | 71,46        |
| Blancs et nuls | Blancs et nuls  | Blancs et nuls | 142          | 6,31         |
| Exprimés       | Exprimés        | Exprimés       | 2 109        | 93,69        |

*sortant

### Canton d'Éguzon-Chantôme
| Candidats      | Candidats              | Étiquette      | Premier tour | Premier tour |
| Candidats      | Candidats              | Étiquette      | Voix         | %            |
| -------------- | ---------------------- | -------------- | ------------ | ------------ |
|                | Pierre Petitguillaume* | DVD            | 1 343        | 52,16        |
|                | Jean-Claude Blin       | PS             | 1 232        | 47,84        |
|                |                        |                |              |              |
| Inscrits       | Inscrits               | Inscrits       | 3 635        | 100,00       |
| Abstention     | Abstention             | Abstention     | 889          | 24,46        |
| Votants        | Votants                | Votants        | 2 746        | 75,54        |
| Blancs et nuls | Blancs et nuls         | Blancs et nuls | 171          | 6,23         |
| Exprimés       | Exprimés               | Exprimés       | 2 575        | 93,77        |

*sortant

### Canton d'Issoudun-Nord
| Candidats      | Candidats             | Étiquette      | Premier tour | Premier tour | Second tour | Second tour |
| Candidats      | Candidats             | Étiquette      | Voix         | %            | Voix        | %           |
| -------------- | --------------------- | -------------- | ------------ | ------------ | ----------- | ----------- |
|                | Jean-Pierre Berlot*   | PCF            | 2 710        | 45,42        | 3 677       | 61,38       |
|                | Roger Birtegue        | UMP            | 1 674        | 28,05        | 2 314       | 38,62       |
|                | Alain Lemaitre        | FN             | 721          | 12,08        |             |             |
|                | Jean-Charles Paillard | Verts          | 505          | 8,46         |             |             |
|                | Nathalie Manceau      | DVD            | 357          | 5,98         |             |             |
|                |                       |                |              |              |             |             |
| Inscrits       | Inscrits              | Inscrits       | 9 363        | 100,00       | 9 362       | 100,00      |
| Abstention     | Abstention            | Abstention     | 3 111        | 33,23        | 2 983       | 31,86       |
| Votants        | Votants               | Votants        | 6 252        | 66,77        | 6 379       | 68,14       |
| Blancs et nuls | Blancs et nuls        | Blancs et nuls | 285          | 4,56         | 388         | 6,08        |
| Exprimés       | Exprimés              | Exprimés       | 5 967        | 95,44        | 5 991       | 93,92       |

*sortant

### Canton de Mézières-en-Brenne
| Candidats      | Candidats             | Étiquette      | Premier tour | Premier tour | Second tour | Second tour |
| Candidats      | Candidats             | Étiquette      | Voix         | %            | Voix        | %           |
| -------------- | --------------------- | -------------- | ------------ | ------------ | ----------- | ----------- |
|                | Jean-Louis Camus*     | DVD            | 1 017        | 46,50        | 1 231       | 52,21       |
|                | Jean-François Lalange | PS             | 845          | 38,64        | 1 127       | 47,79       |
|                | Marcel Gautier        | FN             | 224          | 10,24        |             |             |
|                | Katrine Lemaitre      | PCF            | 101          | 4,62         |             |             |
|                |                       |                |              |              |             |             |
| Inscrits       | Inscrits              | Inscrits       | 3 030        | 100,00       | 3 030       | 100,00      |
| Abstention     | Abstention            | Abstention     | 708          | 23,37        | 556         | 18,35       |
| Votants        | Votants               | Votants        | 2 322        | 76,63        | 2 474       | 81,65       |
| Blancs et nuls | Blancs et nuls        | Blancs et nuls | 135          | 5,81         | 116         | 4,69        |
| Exprimés       | Exprimés              | Exprimés       | 2 187        | 94,19        | 2 358       | 95,31       |

*sortant

### Canton de Saint-Christophe-en-Bazelle
| Candidats      | Candidats      | Étiquette      | Premier tour | Premier tour |
| Candidats      | Candidats      | Étiquette      | Voix         | %            |
| -------------- | -------------- | -------------- | ------------ | ------------ |
|                | Serge Pinault* | UMP            | 1 938        | 56,14        |
|                | Daniel Caillat | DVG            | 1 005        | 29,11        |
|                | Gisèle Arrieu  | FN             | 509          | 14,75        |
|                |                |                |              |              |
| Inscrits       | Inscrits       | Inscrits       | 5 085        | 100,00       |
| Abstention     | Abstention     | Abstention     | 1 487        | 29,24        |
| Votants        | Votants        | Votants        | 3 598        | 70,76        |
| Blancs et nuls | Blancs et nuls | Blancs et nuls | 146          | 4,06         |
| Exprimés       | Exprimés       | Exprimés       | 3 452        | 95,94        |

*sortant

### Canton de Saint-Gaultier
| Candidats      | Candidats            | Étiquette      | Premier tour | Premier tour |
| Candidats      | Candidats            | Étiquette      | Voix         | %            |
| -------------- | -------------------- | -------------- | ------------ | ------------ |
|                | Jean-Louis Simoulin* | PS             | 1 429        | 59,64        |
|                | Jean-François Lacote | DVD            | 561          | 23,41        |
|                | Philippe Fecourt     | FN             | 289          | 12,06        |
|                | Marcel Reignoux      | EXG            | 117          | 4,88         |
|                |                      |                |              |              |
| Inscrits       | Inscrits             | Inscrits       | 3 609        | 100,00       |
| Abstention     | Abstention           | Abstention     | 1 108        | 30,70        |
| Votants        | Votants              | Votants        | 2 501        | 69,30        |
| Blancs et nuls | Blancs et nuls       | Blancs et nuls | 105          | 4,20         |
| Exprimés       | Exprimés             | Exprimés       | 2 396        | 95,80        |

*sortant

### Canton de Sainte-Sévère-sur-Indre
| Candidats      | Candidats             | Étiquette      | Premier tour | Premier tour | Second tour | Second tour |
| Candidats      | Candidats             | Étiquette      | Voix         | %            | Voix        | %           |
| -------------- | --------------------- | -------------- | ------------ | ------------ | ----------- | ----------- |
|                | Paul Pleuchot*        | UDF            | 828          | 45,10        | 1 005       | 54,06       |
|                | Pierre Julien         | PS             | 511          | 27,83        | 854         | 45,94       |
|                | Daniel Dethines       | FN             | 150          | 8,17         |             |             |
|                | Jean-Patrick Annequin | EXG            | 108          | 5,88         |             |             |
|                | Xavier Madrolle       | Verts          | 105          | 5,72         |             |             |
|                | Maurice Alavoine      | PCF            | 73           | 3,98         |             |             |
|                | Géraud Baigts         | DVD            | 61           | 3,32         |             |             |
|                |                       |                |              |              |             |             |
| Inscrits       | Inscrits              | Inscrits       | 2 934        | 100,00       | 2 934       | 100,00      |
| Abstention     | Abstention            | Abstention     | 1 032        | 35,17        | 968         | 32,99       |
| Votants        | Votants               | Votants        | 1 902        | 64,83        | 1 966       | 67,01       |
| Blancs et nuls | Blancs et nuls        | Blancs et nuls | 66           | 3,47         | 107         | 5,44        |
| Exprimés       | Exprimés              | Exprimés       | 1 836        | 96,53        | 1 859       | 94,56       |

*sortant

### Canton de Tournon-Saint-Martin
| Candidats      | Candidats             | Étiquette      | Premier tour | Premier tour | Second tour | Second tour |
| Candidats      | Candidats             | Étiquette      | Voix         | %            | Voix        | %           |
| -------------- | --------------------- | -------------- | ------------ | ------------ | ----------- | ----------- |
|                | Dominique Hervo       | PS             | 985          | 37,44        | 1 507       | 55,36       |
|                | Michel Liaudois       | DVD            | 601          | 22,84        | 1 215       | 44,64       |
|                | André Sinault         | DVD            | 414          | 15,74        | Retrait     | Retrait     |
|                | Marie-France Tanchoux | FN             | 261          | 9,92         |             |             |
|                | Michel Navion         | DVG            | 201          | 7,64         |             |             |
|                | Jacques Charansonnet  | PCF            | 169          | 6,42         |             |             |
|                |                       |                |              |              |             |             |
| Inscrits       | Inscrits              | Inscrits       | 3 818        | 100,00       | 3 818       | 100,00      |
| Abstention     | Abstention            | Abstention     | 1 033        | 27,06        | 933         | 24,44       |
| Votants        | Votants               | Votants        | 2 785        | 72,94        | 2 885       | 75,56       |
| Blancs et nuls | Blancs et nuls        | Blancs et nuls | 154          | 5,53         | 163         | 5,65        |
| Exprimés       | Exprimés              | Exprimés       | 2 631        | 94,47        | 2 722       | 94,35       |

### Canton de Valençay
| Candidats      | Candidats           | Étiquette      | Premier tour | Premier tour |
| Candidats      | Candidats           | Étiquette      | Voix         | %            |
| -------------- | ------------------- | -------------- | ------------ | ------------ |
|                | Claude Doucet*      | UMP            | 2 694        | 59,38        |
|                | Patrick Chort       | PCF            | 1 072        | 23,63        |
|                | Marie-Ange Lemaitre | FN             | 771          | 16,99        |
|                |                     |                |              |              |
| Inscrits       | Inscrits            | Inscrits       | 6 860        | 100,00       |
| Abstention     | Abstention          | Abstention     | 2 020        | 29,45        |
| Votants        | Votants             | Votants        | 4 840        | 70,55        |
| Blancs et nuls | Blancs et nuls      | Blancs et nuls | 303          | 6,26         |
| Exprimés       | Exprimés            | Exprimés       | 4 537        | 93,74        |

*sortant